# Långtjärnen (Arvidsjaurs socken, Lappland, 725685-165245)
Långtjärnen är en sjö i Arvidsjaurs kommun i Lappland och ingår i Skellefteälvens huvudavrinningsområde.